# Шесть дней, семь ночей
«Шесть дней, семь ночей» (англ. Six Days Seven Nights, 1998) — американский приключенческий фильм (робинзонада) 1998 года режиссёра Айвана Райтмана. Съемки проводились в основном на Кауаи, четвёртом по величине среди Гавайских островов. Премьера фильма состоялась 12 июня 1998 года в США и Канаде.

## Сюжет
Сотрудница гламурного журнала Робин Монро прилетела на тропический остров Макатеа (Макоти), где её жених Фрэнк сделал ей предложение и официально объявил о помолвке. Неожиданно Робин вызывают на Таити, в связи с проблемами по работе. Единственная возможность добраться на Таити — лететь на четырёхместном самолёте de Havilland Canada DHC-2 Beaver с пилотом Квинном Харрисом. Во время полёта Робин и Квинн попадают в грозу и совершают вынужденную посадку на необитаемом острове. У самолёта выходят из строя шасси и рация. Потерпевшие бедствие вынуждены выживать на острове, как робинзоны. Им приходится искать себе воду, пропитание, попытаться вызвать помощь. Два таких разных человека разного возраста поневоле сближаются.
Между тем, друзья и близкие начинают поиски, и через несколько дней считают Робин и Квинна погибшими. Фрэнк в ходе поисков также близко познакомился со стюардессой Квинна Анжеликой и переспал с ней. Квинн находит на острове потерпевший крушение японский гидросамолёт времён войны и прилаживает поплавки от него к своему самолёту. Неподалёку от необитаемого острова проплывали пираты и потерпевшие катастрофу стали невольными свидетелями убийства пиратами владельца захваченного катера. Пиратам совершенно не нужны были свидетели, и Квинну с Робин только чудом удалось спастись, взлетев на наспех починенном самолёте в последний момент.
Пропавшие без вести возвращаются назад к цивилизации. Теперь четвёрке героев предстоит разобраться со своими запутанными взаимоотношениями. Главная героиня собирается домой и порывает с Фрэнком. Фрэнк осознаёт, что влюбился в экзотическую Анжелику  и готов её отбить  у Квинна. Квинн, который поначалу не собирался менять свой образ жизни и считал «островной» роман с Робин случайностью, вдруг бросается в аэропорт. В последний момент он настигает Робин и заключает её в свои объятья.

## В ролях
- Харрисон Форд — Квинн Харрис, пилот самолёта
- Энн Хейч — Робин Монро
- Дэвид Швиммер — Фрэнк Мартин
- Жаклин Обрадорс — Анжелика
- Темуэра Моррисон — Джагер
- Эллисон Дженни — Марджори, босс Робин
- Дуглас Уэстон — Филипп Синклэр, менеджер курорта
- Клифф Кертис — Кип
- Дэнни Трехо — Пирс
- Бен Боуд — Том Марлоуи, пилот вертолёта

## Награды и номинации
- 1999 — Премия «BMI Film Music Award» композитору Рэнди Эдельману.
- 1999 — Премия «Blockbuster Entertainment Award» лучшему актёру комедии/романтического фильма — Харрисону Форду.
- 1999 — Номинация на «Blockbuster Entertainment Award»:

лучшая актриса комедии/романтического фильма (Энн Хейч);
лучший актёр второго плана в комедии/романтическом фильме (Дэвид Швиммер);
лучшая актриса второго плана в комедии/романтическом фильме (Жаклин Обрадорс).